# Grand Bouddha de Kamagaya

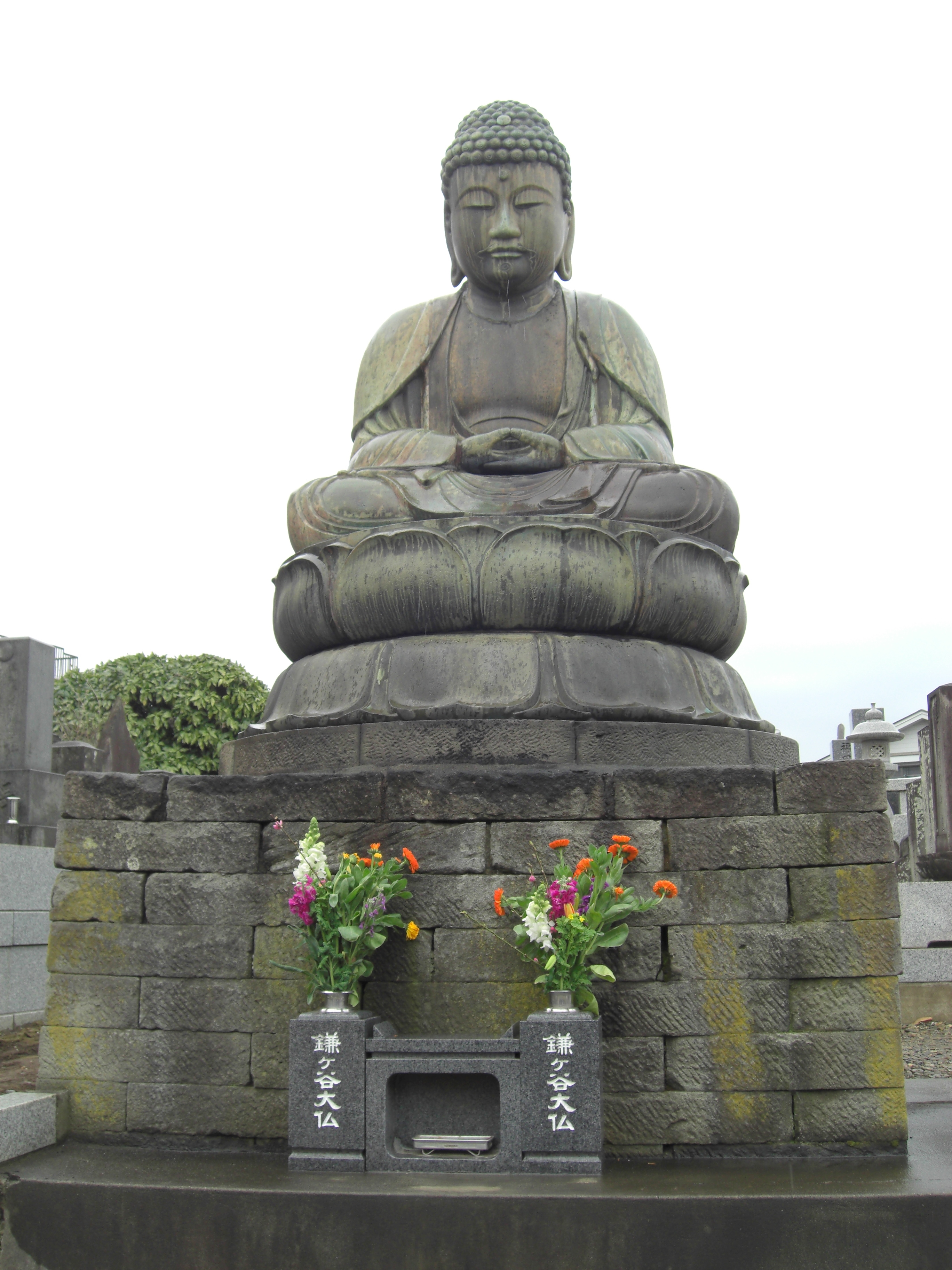

Le Grand Bouddha de Kamagaya (鎌ヶ谷大仏, Kamagaya Daibutsu) est le plus petit daibutsu (statue de Bouddha) du Japon. Situé dans la ville de Kamagaya, préfecture de Chiba, il a été terminé en novembre 1776.

## Dimensions
- Hauteur totale : 2,3 m[1]
  - Hauteur de la statue : 1,8 m[1]
  - Hauteur du socle : 0,5 m[1]